# Easy Going (album)
Easy Going è il primo album del gruppo musicale italiano omonimo, pubblicato dall'etichetta discografica Banana nel 1978.
L'album è prodotto da Giancarlo Meo, mentre gli arrangiamenti sono curati da Claudio Simonetti. I due sono anche autori dei brani, ad eccezione di Susie Q, composto nel 1957 e portato al successo dai Creedence Clearwater Revival nel 1968.
Dal disco viene tratto il singolo Baby I Love You.

## Tracce

### Lato A
1. Baby I Love You – 11:10
2. Little Fairy – 5:45

### Lato B
1. Susie Q – 8:25
2. Do It Again – 8:05